# Martin Escobar
Martin Escobar, född 6 april 1987, död 11 januari 2008 i Florida, var en svensk elitsimmare.
Escobar kom från Hässelby och gick på simgymnasiet på Tessinskolan i Nyköping. Han simmade för Spårvägen Simförening och hade en briljant karriär som ungdomssimmare och vann flera ungdomsmästerskap; han simmade också för landslaget under ungdoms-OS i Paris 2003.
Escobar omkom i en trafikolycka 2008 under ett träningsläger i Florida. Han blev tjugo år gammal. 